# کارینیان، کبک

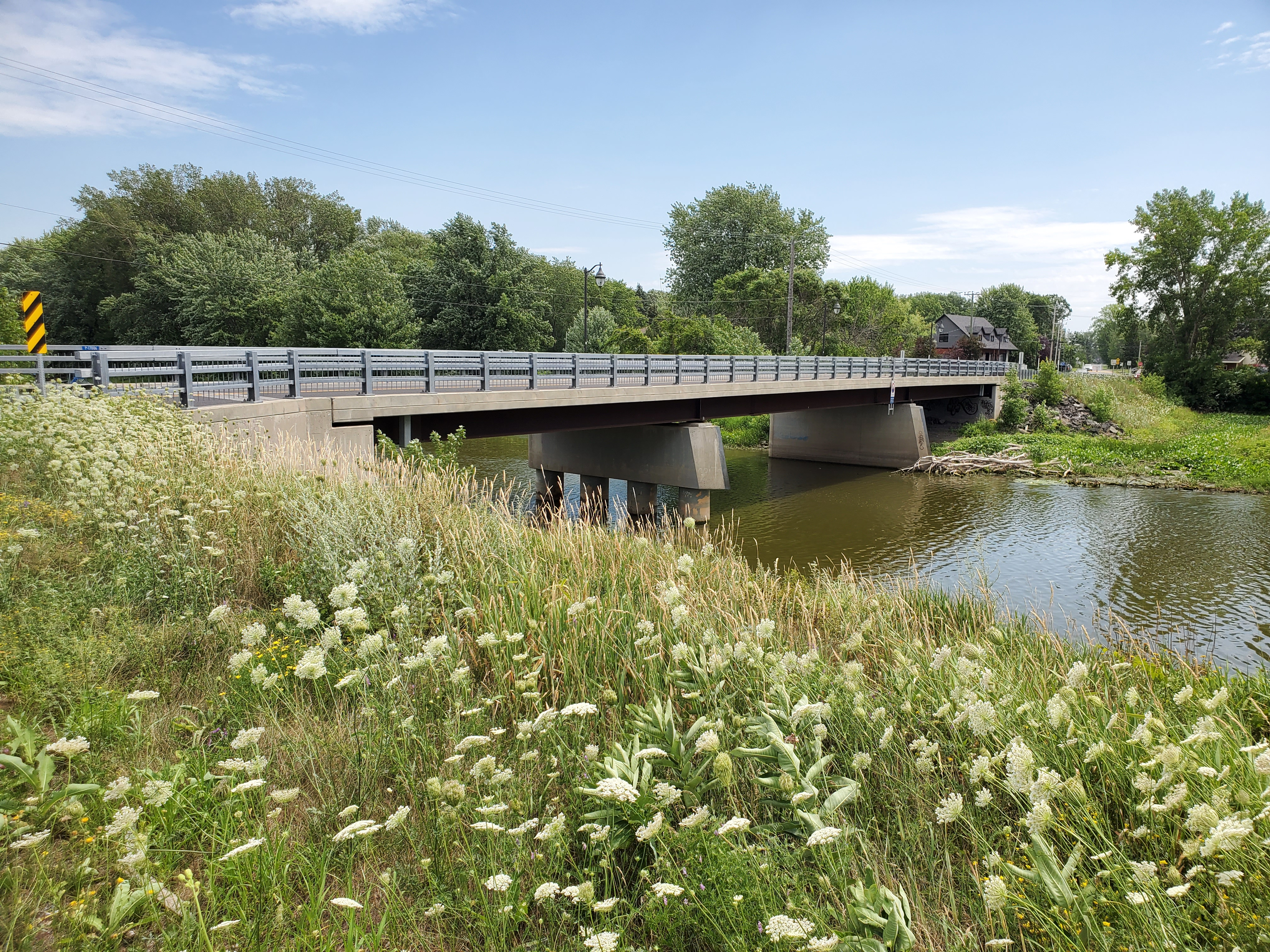
نمایی از کارینیان، شهرکی در منطقه شهری لا وله-دو-ریشولیو / ۲۰۲۰

کارینیان (به فرانسوی: Carignan) شهرکی در منطقه شهری لا وله-دو-ریشولیو ناحیه مونترژی در استان کبک کانادا است. در سرشماری سال ۲۰۱۱ این شهرک ۶٬۹۱۱ نفر جمعیت داشته‌است و مساحت آن ۶۲٫۳۹ کیلومتر مربع است.